# Philodromus populicola
Philodromus populicola es una especie de araña cangrejo del género Philodromus, familia Philodromidae. Fue descrita científicamente por Denis en 1958.

## Distribución
Esta especie se encuentra en Afganistán.